# Jean-Jacques Ndala
Jean-Jacques Ndala Ngambo (* 14. Juni 1987) ist ein kongolesischer Fußballschiedsrichter.

## Werdegang
Seit 2013 ist er FIFA-Schiedsrichter und leitet internationale Fußballspiele.
Ndala wurde bisher bei drei Afrika-Cups eingesetzt. Er leitete zwei Gruppenspiele beim Afrika-Cup 2019 in Ägypten, ein Gruppenspiel und ein Achtelfinale beim Afrika-Cup 2022 in Kamerun sowie zwei Vorrundenpartien und ein Viertelfinale beim Turnier 2024 in der Elfenbeinküste.
Bei der U-20-Weltmeisterschaft 2019 in Polen pfiff Ndala zwei Gruppenspiele, drei Jahre später vertrat er die afrikanische Konföderation bei der Klub-WM 2022.
Am 22. Dezember 2021 leitete er den CAF Super Cup 2021 zwischen al Ahly SC und Raja Casablanca (6:5 i. E., 1:1). Im Mai 2023 pfiff er das Finalhinspiel zwischen dem Young Africans SC und USM Alger in Afrikas zweithöchsten Vereinswettbewerb, dem CAF Confederation Cup. Im November des gleichen Jahres leitete er das entscheidende Finalrückspiel der ersten und bisher einzigen Austragung der African Football League, einem Einladungsturnier der acht besten afrikanischen Vereinsmannschaften, in dem die Mamelodi Sundowns durch ein 2:0 gegen Wydad Casablanca das Hinspielergebnis noch drehen konnten.
Zudem hatte Ndala Einsätze in der CAF Champions League (28 Partien), darunter das Finalrückspiel der Ausgabe 2023/24 zwischen Al Ahly SC und Espérance Tunis (Endstand 1:0), in der afrikanischen WM-Qualifikation (8 Partien) sowie bei Freundschaftsspielen (Stand: Juni 2025).